# Koderman
Koderman je priimek več znanih Slovencev:
- Blaž Koderman, raziskovalec
- Brane Koderman, raziskovalec
- Miha Koderman, geograf
- Vid Koderman (*2003), nogometaš